# Азимутно винторулевo устройство
Азимутно подрулващо устройство (винторулевата колона) е в корабостроенето гребен винт, разположен във въртяща се на 360° колонка. Такова устройство заменя руля и позволява акостиране на тесни места по-рядко прибягвайки до помощта на лоцман и буксирен съд.
Азимутното подрулващо устройство може да бъде както допълнителен движител на кораба, така и основен. Често се явява основен движител за специализираните съдове, които се нуждаят от регулярно маневриране, например буксирите и плаващите сондажни платформи и ледоразбивачите. Съвременното използване на ВРК е много разпоространено и засяга почти всички типове съдове.
Разновидност на ВРК е подрулващото устройство от подвижния или окачен тип (да не се бърка с Azipod).

## Конструкция
Винторулевите колонки се класифицират според схемата на предаване на двигателния момент към винта: т.е. според типа трансмисия:
- Механична с вертикален вал (тази схема в световното корабостроене се нарича на английски: L-drive). Двигателят е разположен вътре в съда, над колонката, неговия вал влиза в колонката вертикално и с помощта на една ъглова зъбна предавка движението се предава на вала на гребния винт. Тъй като в дадения случай валът на двигателя е вертикален, колонката може да се задвижва само от гребен електрически двигател.
- Механична с хоризонтален вал (тази схема в световното корабостроене се нарича на английски: Z-drive) Двигателят е разположен вътре в съда, неговият вал влиза в колонката хоризонтално и с помощта на две ъглови зъбни предавки и междинен вертикален вал предава движението на вала на гребния винт.
- Електрическа (на английски: Azipod).

Често азимутното устройство се върти не на всичките 360°, а само в ограничен сектор (например при моторните яхти).
Според броя винтове в колонка:
- Едновинтово.
- Двувинтово тандемно (винтовете се въртят в една посока, изключително тип Azipod).
- Двувинтово опозитно (винтовете се въртят в различни посоки).

Според типа на гребните винтове в колонката:
- Гребни винтове в насадка (обикновено ВРК с механична предавка);
- Гребни винтове без насадка (преимуществено тип Azipod).

## Гребни установки тип Azipod
- Гребен електродвигател на променлив ток разположен в подводната гондола на колонката, така че гребният винт е разположен на неговия вал. Такава схема за първи път се използва от компанията ABB под търговската марка Azipod през 1990 г. Установките са изпълнени както в напълно въртяща се, така и в неподвижна версии. Компанията произвежда установки с мощност до 20 МВт.

## За и против
Преимущества:
- Леко маневриране на ниски скорости, до акостирането без буксир.
- Къс спирачен път, няма необходимост от реверс на винта.

Недостатъци:
- Затруднен ремонт и обслужване извън специализираните места, които се правят само при корабостроителя и при докуване на съда. Т.е. не и на път.
- Невисоко механично КПД.
- Невъзможност да се използват корабен нискооборотен дизел (двутактови корабни дизелови двигатели с честота на въртене на коляновия вал до 250 об/мин, тип MAN, B&W, Sulzer и подобни).

## Употреба
- Буксири, спасителни кораби, сондажни кораби, научноизследователски съдове – съдовете от тези класове се нуждаят от точно маневриране и да лягат на дрейф (положение на съда, когато е неподвижен независимо от вятъра и вълните).
- Речни и морски товарни и пътнически кораби (например, „Куйн Мери“ 2[1]) от ново поколение, такива като сухогрузите RSD59 и „Мустай Карим“ за улесняване на маневрирането в периметъра на пристанището.
- Големи яхти.
- Самоходни земснаряди (драги) и плаващи кранове.
- Ледоразбивачи и ледоразбиващи съдове с гребни установки тип Azipod, тъй като за тези съдове електрическият гребен двигател е за предпочитане (поради опасността от повреда на зъбните предавки, честото реверсиране и струята вода от устройството, която добре очиства прохода от плаващи ледове).
- Военни кораби за крайбрежната зона (в частност, десантните кораби „Мистрал“).

## Производство

### В Русия
В Русия винторулеви установки с мощност до 9 МВт се произвеждат от корабостроителницата „Звездочка“. Също така от 2019 г. работи завод за производство на винторулеви колонки с мощност до 15 МВт в корабостроителен комплекс „Звезда“.
В Русия, от 2020 г., действат изисквани за локализация на производството на винторулеви колонки.